# Henri-Elzéar Taschereau

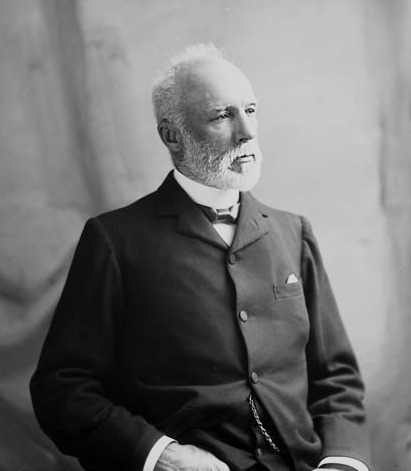
Henri-Elzéar Taschereau

Sir Henri-Elzéar Taschereau, PC (* 7. Oktober 1836 in Sainte-Marie-de-la-Beauce, Québec; † 14. April 1911 in Ottawa) war ein kanadischer Politiker und Richter. Er gehörte von 1878 bis 1906 dem Obersten Gerichtshof von Kanada an und war ab 1902 dessen Vorsitzender (Chief Justice).

## Biografie
Taschereau entstammte einer der einflussreichsten Familien der Provinz Québec. Sein Vater Pierre-Elzéar gehörte dem Provinzparlament an, sein Cousin Elzéar-Alexandre war Erzbischof von Québec, sein Cousin Jean-Thomas war Oberster Richter. Sein Enkel Robert wurde später ebenfalls Vorsitzender des Obersten Gerichtshofes, Jean-Thomas' Sohn Louis-Alexandre Premierminister von Québec.
Taschereau erhielt seine Schulbildung am Petit Séminaire de Québec und studierte anschließend Recht an der Université Laval. 1857 erhielt er die Zulassung als Rechtsanwalt. Der Familientradition entsprechend war er politisch aktiv und wurde 1861 als Vertreter der Konservativen ins Parlament der damaligen Provinz Kanada gewählt. Er unterstützte zunächst die von John Macdonald und George-Étienne Cartier vorgeschlagene Kanadische Konföderation, änderte dann aber vor der entscheidenden Abstimmung seine Meinung, woraufhin er 1867 in seinem Wahlkreis unterlag.
1871 wurde Taschereau in den Gerichtshof der Provinz Québec berufen, 1873 veröffentlichte er eine kommentierte Zusammenfassung des kanadischen Strafrechts. Am 7. Oktober 1878 folgte die Ernennung zum Richter am Obersten Gerichtshof von Kanada, wo er seinen Cousin Jean-Thomas ersetzte. Nebenbei lehrte er in sitzungsfreien Zeiten an der Universität Ottawa. Am 14. August 1902 wurde er als Knight Bachelor („Sir“) geadelt. Nach der Ernennung durch Premierminister Wilfrid Laurier übernahm Taschereau am 21. November 1902 als erster Frankokanadier überhaupt das Amt des Chief Justice. Dieses übte er bis zum 2. Mai 1906 aus.